# Paulo R. Holvorcem
Paulo Renato Centeno Holvorcem (* 10. Juli 1967) ist ein brasilianischer Amateurastronom und Asteroidenentdecker, der in Porto Seguro im brasilianischen Bundesstaat Bahia lebt.
Holvorcem schloss 1987 ein Physikstudium mit dem Bachelor an der Universität Brasília ab. 1991 erhielt er den Master in Meteorologie. Im Jahr 1994 promovierte er in angewandter Mathematik an der Universidade Estadual de Campinas.
Holvorcem entdeckte zwischen 1998 und 2004 über 300 Asteroiden, mehr als die Hälfte davon zusammen mit Charles W. Juels und Michael Schwartz.
Zusammen mit Juels entdeckte er die Kometen C/2002 Y1 (Juels-Holvorcem) und C/2005 N1 (Juels-Holvorcem) sowie zusammen mit Michael Schwartz am 26. Mai 2011 am Tenagra-Observatorium den Kometen C/2011 K1 (Schwartz-Holvorcem).
Für die Entdeckung von C/2002 Y1 wurden die Entdecker mit dem Harvard-Smithsonian Comet Award 2003 ausgezeichnet.
Der Asteroid (13421) Holvorcem wurde nach ihm benannt.